# بكر الشدي
بكر الشدي  (10 يناير 1959 - 5 أكتوبر 2003 )، ممثل سعودي.

## عن حياته
تخرج من جامعة الملك سعود كلية الآداب قسم لغة إنجليزية، وحصل على شهادة الماجستير من جامعة أوهايو الأمريكية. عام 1988 حصل على الدكتوراه في الأدب المسرحي بدرجة امتياز من جامعة درم البريطانية. في بداية السبعينات الميلادية ظهر عبر مسرح الجامعة، وكون لنفسه جماهيرية انطلق منها عبر التلفزيون في الاسكتشات والبرامج التي كان يقدمها والمسرحيات.
كان يعاني من فوبيا قيادة السيارات، ولكن تغلب عليها قبل وفاته بأعوام قليلة. وكان آخر مسلسل له عُرض على قناة السعودية هو عد واغلط.

## الأعمال الفنية

### المسلسلات
- ماما نور.
- أوراق الخريف.
- حكايات العم قنديل.
- صور اجتماعية.
- الملقوف.
- عائلة.
- عائلة فوق تنور ساخن.
- اليكم مع التحية.
- الوسيط.
- وداعا زمن الصمت.
- عذراء الرمال.
- عيون ترقب الزمن.
- المرايا.
- صدق الله العظيم.
- سحور على مائدة أشعب.
- البخيل وأنا.
- الشمس تطلع بكره.
- بنت سيادة الوزير.
- نوادر العرب.
- مقادير.
- منكم وفيكم.
- إمبراطورية نون.[4]
- الفارس.
- الاخوة الشجعان.
- فضاؤنا الكبير.
- عذاريب
- الزمن والناس.
- العولمة.
- أساطير شعبية.
- حكايا من ظرفاء ولكن.
- نساء في الذاكرة.
- رجال مسلمون.
- طاش ما طاش. ضيف شرف
- بحيرة الضفادع
- زينون و زنون
- التحول العظيم (1999).[5]
- عد واغلط.

### السهرات التلفزيونية
- أزهار من البيت القديم.
- الزفة.
- الدكاترة سعد.
- سماح.
- شهد.
- سهرة مع فنان.

### البرامج
- تعلم مع كنتيك.
- المقهى العربي.
- باقة ورد.
- ورد وشوك.
- سلامتك.
- افتح يا سمسم.
- ليلة سعودية.
- من كل بستان زهرة.
- أوراق ملونة.
- مجلة دنيا الأطفال.

### المسرحيات
- 1980: قطار الحظ، وكانت هذه المسرحية هي المشاركة الأولى له في عمل مسرحي مع جمعية الثقافة والفنون بالرياض عن نص كتبه إبراهيم الحمدان وأخرجه سمعان العاني.
- الكرمانية.
- النص والإنتاج.
- صفعة في المرآة.
- جرادة.
- للسعوديين فقط.
- لكع بن لكع.

## أماكن سميت باسمه
مسرح بكر الشدي في الرياض.

## وفاته
توفي الفنان بكر الشدي يوم الأحد 9 شعبان 1424هـ الموافق 5 أكتوبر 2003 في مدينة الرياض عن عمر ناهز 44 عام، بعد معاناته من ورم سرطاني بالمخ ودفن في مقبرة النسيم.

## روابط خارجية
- بكر الشدي على موقع IMDb (الإنجليزية)
- بكر الشدي على موقع قاعدة بيانات الأفلام العربية
- بكر الشدي على موقع ديسكوغز (الإنجليزية)